# Liste du patrimoine mondial au Liberia
Cet article recense les sites inscrits au patrimoine mondial au Liberia.

## Statistiques
Le Liberia accepte la Convention pour la protection du patrimoine mondial, culturel et naturel le 28 mars 2002.
En 2019, le Liberia ne compte aucun site inscrit au patrimoine mondial. Le pays a en revanche soumis 2 sites à la liste indicative, 1 culturel et 1 naturel.

## Listes
Les sites suivants sont inscrits sur la liste indicative.
| Site                                                  | Comté       | Type                | Date | Lien | Notes                                                                        | Coordonnées                        | Illus. |
| ----------------------------------------------------- | ----------- | ------------------- | ---- | ---- | ---------------------------------------------------------------------------- | ---------------------------------- | ------ |
| Réserve naturelle intégrale du Mont Nimba (extension) | Nimba       | Naturel (ix), (x))  | 2017 | 6246 | La réserve fait déjà l'objet d'une inscription en Côte d'Ivoire et en Guinée | 7° 35′ 52″ nord, 8° 23′ 28″ ouest  |        |
| Île Providence (de)                                   | Montserrado | Culturel (iv), (vi) | 2017 | 6247 |                                                                              | 6° 19′ 10″ nord, 10° 48′ 04″ ouest |        |